# Rio Ciopa
O Rio Ciopa é um rio da Romênia, afluente do Bârzava, localizado no distrito de Timiş.